# Радецки-марш (роман)
„Радецки-марш“ историјски је роман аустријског књижевника Јозефа Рота, написан на немачком језику и објављен 1932. у Берлину. Након изласка није наишао на велико признање немачке читалачке публике, јер је Рот као Јеврејин био забрањен у Немачкој од 1933. до краја Другог светског рата. Иако је први тираж од 25 000 примерака био распродат, Рот није успео да од тог тиража профитира. Данас је, не само најпознатије Ротово књижевно дело, већ се сматра једним од најважнијих романа аустријске књижевности и уопште белатристике написане на немачком језику.
Роман приповеда о успону и паду породице Трота током три генерације у Аустроугарском царству. Заплет започиње када Јозеф Трота, млади војник словеначког порекла, на бојном пољу Битке код Солферина спашава живот младом цару Францу Јозефу. Цар му у знак захвалности додељује племићку титулу и имање, а царска администација наставља да бди над породицом Трота. У даљем следу догађаја приповедачки фокус се пре свега усмерава на опис живота Јозефовог сина, среског капетана Франца фон Троте, и унука, неуспешног војника Карла Јозефа. Наслов дела је референца на знаменити истоимени марш Јохана Штрауса Старијег компонованог 1848. у част фелдмаршала Радецког, који је у неколико наврата спасио Аутроугарску, те је тако постао симбол конзервативне Аустрије, а марш који носи његово име нека врста апотеозе конзервативно-монархистичке Аустрије. Роман се разликује од књижевних дела из прве половине двадестог века, која су неретко склона експериментисању са формом, по томе што је написан традиционалном реалистичком техником типичном за деветнаести век.
Иако се жанровски одређује као историјски роман, Рот се не усасређује на саму историју, већ на утицај историјског механизма на појединце ухваћене у турбулетне догађаје које не контролишу. Аустроугарско друштво је у роману представљено са дозом идеализације, да би потом приповедач такву слику у више наврата иронијски поткопао. Могу се издвојити три елемента хабзбуршког мита које Рот доводе у питање; наднационалност, бирократизам и хедонизам. Наиме, успех Трота, породице словеначког порекла, наизглед указује на једнакост свих нација у царству, али се у даљем приповедању таква представа нарушава описивањем сиромаштва јеврејског и словенског народа у односу на богатство Бечлија, затим слика цара као божанског намесника који бди над народом се у више наврата пародира, док се слици славне аустријске војске супротставља општи неморал у војничким касарнама. Текст је адаптиран у телевизијски филм 1965. и телевизијску мини-серију 1994. На српски је роман преведен два пута. Први превод је начинила Олга Бекић, док је други сачинио Марко Мисирача.

## Заплет романа
Роман започиње тренутком када Јозеф Трота, војник нижег чина, спашава живот цара Франца Јосифа на бојном пољу Битке код Солферина. Цар му у знак захвалности даје племићку титулу и имање, и тиме Јозефа одваја од словеначког народа коме је по националности припадао. Међутим, када сазна да је његова прича о спасењу цара хиперболизована и претворена у текст у читанкама, постаје огорчен и моли цара да такав лажан текст наредбом избаци из просветног школског програма. Огорчен и ћутљив напушта војску и повлачи се на имање. Са својим сином Францом, има веома хладан однос. Син доводи једног летњег распуста свог школског другара, који слика Јозефов портрет, који ће се као симбол провлачити кроз читав роман. Јозеф забрањује сину да започне војничку каријеру и уместо тога усмерава га ка бирократији, те тако постаје срески начелник. Непосредно након Јозефове смрти рађа се његов унук Карл. Карл такође има веома хладан однос са својим оцем Францом. Отац жели по сваку цену да му се син посвети војничком позиву, а и сам Карл машта о војним успесима слушајући недељом оркестар како свира Радецки-марш Јохана Штрауса Старијег. Различитим друштвеним везама и моћним заштитницима, најмлађи Трота постаје део коњице, иако је веома лош јахач, показујући много мању храброст и спремност за војнички живот у односу на деду. У војним гарнизонима се осећа усамљеним, где је већина војника оптерећено коцком, алкохолом и јавним кућама. Једини пријатељ кога стиче је војни доктор Јеврејин. Пошто војници сматрају да се Трота тајно виђа са докторовом женом, доктор изазива једног војника на двобој, у којем обојица гину. Карл Трота разочаран тражи премештај на источну границу Аустроугарског царства. Ту се окреће све дубље алкохолу. Приликом протеста чешких радника, наређује да војници испале метке на раднике, што изазива велики скандал у јавности. Цар Франц Јозеф разрешава читаву ситуацију и узима у заштиту породицу Трота. Карл утеху проналази у средовечној удатој жени са којом започиње аферу. Због ње се све више задужује, а и постаје јемац дугова свог пријатеља коцкара. Када зеленаш тражи исплату дугова, Карл се мора обратити свом оцу. Пошто ни Франц не поседује толику суму новца, решен одлази за Беч не би ли замолио цара да му помогне. Карл олдучује да напусти војну службу, али пошто започиње Први светски рат он је поново мобилисан. У рату гине покушавајући да набави воду за војнике. Роман се завршава описом смрти Франца и цара, који умиру истог дана.

## Наставак романа
Јозеф Рот је написао непосредни наставак романа под називом Капуцинска гробница (Der Kapuzinergruft), који прати бочни огранак породице Трота. Објављен је 1938, годину дана пре смрти самог Рота. Капуцинску гробницу је на српски превела Дринка Гојковић.

## Издања на српском
- Јозеф Рот, „Радецки-марш“ (превод са немачког: Олга Бекић), Нолит; Београд, 1991.  112060679
- Јозеф Рот, „Радецки-марш“ (превод са немачког: Марко Мисирача), Центар за проучавање традиције Укронија; Београд, 2015.  67566087